# عملیات اچ۳
عملیات اچ۳، یکی از عملیات‌های هوایی مهم نیروی هوایی ارتش ایران در جنگ ایران و عراق بود. از این عملیات به عنوان یکی از پیچیده‌ترین و بزرگ‌ترین عملیات‌های هوایی دنیا که به نام فانتوم‌ها ثبت شده‌است، یاد می‌شود. طی این عملیات، فانتوم‌های نیروی هوایی ارتش ایران در تاریخ ۴ آوریل ۱۹۸۱ (۱۵ فروردین ۱۳۶۰) پایگاه‌های هوایی اچ-۳ را در عمق ۱۰۰۰ کیلومتری عراق و در غربی‌ترین نقطه عراق، در مرز مشترک عراق و اردن بمباران کردند و آن‌ها را منهدم ساختند. در این عملیات، به نیروهای ایرانی هیچ خسارتی وارد نشد، اما در مقابل بیش از ۴۸ هواپیمای عراقی که بیشتر آن‌ها بمب‌افکن‌های روسی (میگ-۲۳، سوخو-۲۰، توپولف-۱۶، توپولف-۲۲) بودند از بین رفتند. از این رو، از این عملیات به عنوان یکی از موفق‌ترین عملیات‌های تاریخ جنگ‌های هوایی نام برده می‌شود.
موفقیت این عملیات هوایی همچون عملیات کمان ۹۹، اهمیت استراتژیک و تأثیر زیادی بر ادامه جنگ داشت.

## پیشینه عملیات
بر اساس اخبار واصله از گروه اطلاعات و شناسایی ارتش، پس از آغاز حملات هوایی تلافی‌جویانه نیروی هوایی ایران علیه پایگاه‌های هوایی عراق، نیروی هوایی این کشور از بعد از ظهر روز ۳۱ شهریور ۱۳۵۹، بمب افکن‌های سنگین توپولف ۱۶ و توپولف ۲۲ را که به ترتیب در خدمت اسکادران‌های ۱۰ و ۳۶ مستقر در پایگاه هوایی حبانیه (تموز) در غرب بغداد قرار داشتند برای در امان ماندن از گزند حملات نیروی هوایی ایران به پایگاه‌های سه‌گانه اچ-۳ در دورترین نقطه غرب این کشور منتقل کردند تا از آن‌جا و خارج از شعاع رزمی جنگنده بمب‌افکن‌های نیروی هوایی ایران به پرواز درآمده و ماموریت‌های رزمی خود را علیه ایران به انجام برسانند. پایگاه‌های هوایی اچ-۳ عراق، موسوم به الولید، مجموعه‌ای از سه پایگاه: اچ-۳ اصلی (الولید)، اچ-۳ شمال غربی (المرصنه) و اچ-۳ جنوب غربی (الطبعات) هستند که در استان انبار و در نزدیک مرز اردن قرار دارند.

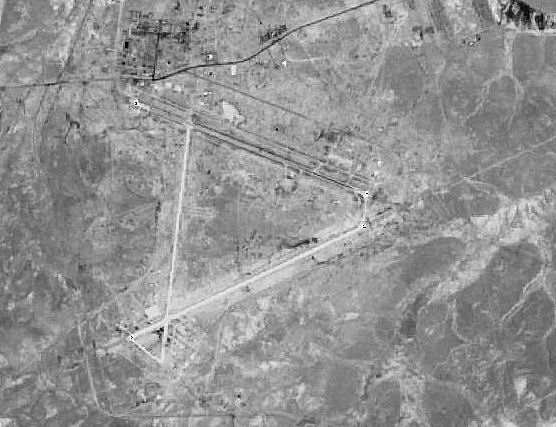
پایگاه هوایی H3 در عراق

این پایگاه‌ها با وجود انواع بمب‌افکن‌ها به‌ویژه بمب‌افکن‌های سنگین توپولف ۱۶ و توپولف ۲۲، که خطر عمده‌ای برای ایران داشتند، هدف‌های مهم و پذیرفته‌شده‌ای برای طراحی یک عملیات راهبردی از سوی نیروی هوایی ایران بودند. از سویی دیگر، در این زمان خرمشهر در اشغال و شهر آبادان از سه طرف در محاصره بود و نیروهای زمینی عراق می‌توانستند با پشتیبانی هوایی به هدف خود که اشغال آبادان بود، دست یابند. ناکامی در عملیات نصر نیز از نیمه دی ماه ۵۹ تا فروردین ۶۰ موجب رکود نسبی در عملیات آفندی ارتش ایران شده بود و با توجه به دفاع دشمن در این مناطق، نظر بر آن بود که ارتش ایران توان آفندی خود را از دست داده‌است. چنین شرایطی رژیم بعث عراق را در گفتگوهای سیاسی احتمالی در موضع قوی‌تری قرار می‌داد؛ بنابراین برنامه‌ریزی برای حمله هوایی به این هدف‌ها می‌توانست ضمن کسب اعتبار سیاسی برای ایران، در تحولات میدانی نیز به نفع نیروهای ایرانی اثر گذاشته، با تقویت روحیه آن‌ها زمینه را برای پیروزی‌های پیش رو به ویژه شکست حصر آبادان و آزادسازی خرمشهر فراهم سازد.

## طراحی عملیات
با طرح موضوع، سرهنگ محمود قیدیان (معاون عملیات ستاد نهاجا)، مسئولیت بررسی و چگونگی اجرای عملیات را به «گروه طرح‌های عملیاتی» واگذار می‌کند. اعضای گروه عبارت بودند از: سرهنگ بهرام هشیار (مدیر جنگال و رئیس گروه عملیات)، سرهنگ فریدون ایزدستا (از افسران ارشد در معاونت عملیات ستاد)، سرتیپ پرویز پیروز (مدیر اطلاعات عملیات)، سرهنگ عبدالعلی قاسمیان (جانشین مدیر اطلاعات)، سرهنگ علی دهنادی (مدیر آموزش عملیات) و سرهنگ رسول هوشیار (جانشین معاون عملیات). همزمان در معاونت عملیات پایگاه سوم شکاری نیز، سرهنگ‌دوم علی‌اکبر صابونچی یکی از اولین کسانی بود که بر روی طراحی عملیات کار می‌کرد. طرح‌های ابتدایی در دفتر فرماندهی وقت نیرو، سرهنگ جواد فکوری مطرح می‌گردد. چنین‌عملیاتی در قدم اول، غیرممکن به‌نظر می‌رسید. اما پس از بررسی طرح‌ها و نقشه‌های مختلف، بالاخره راهکاری به ذهن سرهنگ ایزدستا می‌رسد. او طرح خود را با سرهنگ هوشیار درمیان می‌گذارد و نهایتاً در پائیز ۵۹ در جلسه‌ای با حضور فرمانده وقت نیروی هوایی؛ سرهنگ جواد فکوری مطرح می‌گردد.
در حالت معمول، هواپیماهای ایرانی برای بمباران این پایگاه‌ها می‌بایست از مرزهای خاوری عراق وارد شده و پس از گذشتن از آسمان بغداد و بسیاری از شهرهای دیگر، که تأسیسات پدافند هوایی مؤثری داشتند به اچ-۳ می‌رسیدند و پس از انجام عملیات دوباره از همین مسیر بازمی‌گشتند. در تمام طول مسیر، جدا از موشک‌های زمین به هوا و توپ‌های ضدهوایی، هواپیماهای رهگیر عراقی نیز وجود داشتند، که با توجه به برتری عددی آن‌ها، بدون شک ادامهٔ عملیات را برای هواپیماهای ایرانی غیرممکن می‌ساختند؛ لذا قرار بر این شد که مسیری طولانی‌تر ولی با ریسک کمتر که از نوار مرزی شمال و غرب عراق می‌گذشت، برای حمله انتخاب شود. در طرح‌های اولیه، این مسئله هم مطرح شد که نیاز به هماهنگی با دولت سوریه وجود دارد تا بمب‌افکن‌ها پس از یک‌بار سوخت‌گیری هوایی در نزدیکی مرز ایران و عراق، خود را به هدف رسانده، بمباران کرده و سپس در فرودگاه دمشق فرود بیایند و بعداً به کشور بازگردند، اما این موضوع در رایزنی‌های سیاسی، با مخالفت روبرو می‌شود. حال اگر هواپیماهای ایرانی نتوانند بعد از عملیات در سوریه بنشینند مسلماً برای بازگشت به ایران، نیاز به سوخت‌رسانی خواهند داشت. سرهنگ ایزدستا تدبیری می‌اندیشد و برنامه پروازی ویژه‌ای برای اعزام دو فروند سوخت‌رسان سنگین بوئینگ ۷۴۷–۱۳۱اِف به سوریه می‌نویسد. بنا به ابتکار سرهنگ ایزدستا قرار می‌شود دو روز پیش از عملیات یک تانکر ۷۴۷ در قالب یک پرواز عادی به نیکوزیا فرستاده شود تا در مسیر بازگشت به‌طور «صوری» دچار عیب شده و با اعلام وضعیت اضطراری در دمشق فرود آید، سپس به بهانه تعمیر آن، هواپیمای دوم را روز بعد، اعزام می‌کردند. اینک، دو هواپیمای تانکر ۷۴۷ آماده در دمشق بودند که می‌توانستند مرحله دوم و سوم سوخت‌رسانی را بر فراز خاک سوریه و در امتداد مرز شرقی این کشور انجام دهند.
سرانجام روز ۲۸ اسفند ۱۳۵۹، فرماندهی نهاجا، سرهنگ خلبان جواد فکوری از سرهنگ قاسم پورگلچین (فرمانده پایگاه سوم شکاری) و سرگرد فرج‌الله براتپور (معاونت عملیات پایگاه سوم شکاری) می‌خواهد خود را به ستاد نیروی هوایی رسانده تا برای برنامه‌ریزی عملیات به سرهنگ محمود قیدیان، سرهنگ بهرام هوشیار، سرهنگ فریدون ایزدستا، سرتیپ پرویز پیروز، سرهنگ عبدالعلی قاسمیان، سرهنگ علی دهنادی و سرهنگ رسول هوشیار جانشین معاون عملیات کمک کنند. در این گفتگوها برای بار سوم بنا شد بلافاصله پس از تعطیلات نوروز در تاریخ ۱۵ فروردین ۱۳۶۰، عملیات اجرا شود و هیچ‌کس، جز حاضران در جلسه از تاریخ اجرا باخبر نشود. عملیات حمله به اچ-۳، پیش از اجرای موفقیت‌آمیزش در ۱۵ فروردین ۱۳۶۰، ابتدا در دو مرحله، ناموفق اجرا شده بود: نخست در تاریخ ۱۵ آبان ۵۹ که به دلیل افشای عملیات، لغو گردید و بار دوم هم در تاریخ ۱۸ بهمن ۵۹ که بارندگی و شرایط نامساعد جوی باعث ناکام ماندن عملیات شد. اما این دو مرحله به ظاهر ناکام، در واقع حکم تمرین را برای اجرای عملیات اصلی داشتند.
آخرین شور ستادی در تاریخ ۵ فروردین ۶۰ در پست فرماندهی ستاد نهاجا با حضور مسئولان ستادی و یگان‌های درگیر از پایگاه‌های هوایی اصفهان، تبریز، مهرآباد صورت گرفت و هر یک در حد وظیفه خود در جریان قرار گرفتند. در طرحی که تا این‌جا به پختگی رسیده، بناست هواپیماها پس از ترک پایگاه هوایی نوژه، بر فراز دریاچه ارومیه با دو فروند سوخترسان kc-707 ملاقات کرده و اولین سوخت‌گیری خود را پیش از خروج از مرز انجام دهند. همچنین یک فروند هواپیمای آرسی-۱۳۰اچ خفاش از پایگاه هوایی مهرآباد برای شنود و جمع‌آوری سیگنال‌های رادیویی و الکترونیکی دشمن نزدیک مرز در پرواز باشد. پایگاه هوایی دوم شکاری تبریز هم وظیفه پوشش هوایی داخل و محدوده مرز و همچنین مراقبت از سوخت‌رسان‌های بالای دریاچه ارومیه را عهده‌دار می‌شود. این پایگاه همچنین موظف است سه فروند اف-۵ را برای بمباران پالایشگاه کرکوک در نظر بگیرد؛ (درست دقایقی پیش از بمباران پایگاه‌های الولید)؛ این عملیات ایذایی توجه دشمن را معطوف به خود می‌کرد، و بنابراین فانتوم‌ها می‌توانستند در امنیت نسبی بیشتری برای انجام عملیات اقدام کنند. پوشش هوایی منطقه غرب کشور هم بر عهده دو فروند اف-۱۴ تام‌کت از پایگاه هشتم شکاری اصفهان گذاشته می‌شود. فانتوم‌ها پس از عبور از مرز شمالی عراق خود را به شمال شرق سوریه می‌رساندند و می‌بایست یک‌بار پیش از حمله به پایگاه اچ-۳ و یک‌مرتبه هم پس از آن بر فراز خاک سوریه و در ارتفاع کم از دو فروند بوئینگ ۷۴۷–۱۳۱اِف تانکر سوخت‌گیری می‌کردند. و سپس همه با هم به ایران بازمی‌گشتند؛ البته تانکرها از مسیر مشخص و بین‌المللی و شکاری‌ها از شکاف کوه‌ها.
با این وجود طراحان عملیات می‌دانستند که سوخت‌گیری در ارتفاع کم (۵۰۰ تا ۲۰۰ پا) بسیار مخاطره‌آمیز است لیکن این تنها راه پنهان ماندن از دید رادارهای عراق و عملی شدن مأموریت بود و می‌بایست با استفاده از خلبانان زبده‌تر و انجام چند تمرین این مسئله را حل می‌کردند. برای فرود اضطراری نیز فرودگاه دیرالزور و فرودگاه پالمیرا درنظر گرفته شده بود.
بالاخره روز ۱۱ فروردین ۱۳۶۰ دستور عملیاتی مأموریت از ستاد تهران به پایگاه سوم شکاری همدان رسید و انجام عملیات محرز شد.

## شرح عملیات
صبح روز ۱۵ فروردین ۱۳۶۰ برابر با ۴ آوریل ۱۹۸۱، هشت فروند جنگنده بمب افکن اف-۴ئی فانتوم ۲ (به‌همراه دو فروند رزرو) به رهبری سرگرد فرج‌الله براتپور در سکوت کامل رادیویی از پایگاه سوم شکاری همدان به پرواز درآمدند. فرمانده پایگاه، سرهنگ قاسم گلچین نیز، در این عملیات شرکت کرده بود. بلافاصله دو فروند از شکاری‌های اف-۵ مستقر در پایگاه همدان نیز پشت سر فانتوم‌ها به آسمان برخاسته و در موقعیت از پیش تعیین شده، وظیفه پوشش هوایی غرب کشور را برعهده گرفتند. که تا پایان عملیات با دو پرواز دو فروندی اف-۴ ادامه یافت. برابر طرح، یک هواپیمای آرسی-۱۳۰اچ معروف به «خفاش» هم در مناطق مرزی مشغول شنود و تجزیه و تحلیل سیگنال‌های رادیویی و الکترونیکی عراق بود و دو فروند هواپیمای بونانزا نیز دیده‌بانی بصری در مناطق نزدیک به مرزهای شمال شرقی عراق را بر عهده داشتند. بمب‌افکن‌ها پس از برخاستن از همدان در ارتفاع کم ادامه مسیر داده به سمت دریاچه‌ارومیه پرواز کردند تا از دو فروند تانکر بوئینگ ۷۰۷ در ارتفاع کم سوخت دریافت کنند. سوخت‌گیری در ارتفاع کم به خاطر اثرات توربولانس بسیار مشکل است. اما به هر حال مرحله اول سوخت‌گیری تحت اسکورت شکاری‌های اف-۵ و اف-۱۴ با موفقیت انجام گرفت و تانکر شماره یک، پیام رمزی را با عنوان «بار حاضر است» برای سرهنگ ایزدستا در هواپیمای جمبوتانکر «پست فرماندهی پرنده» در دمشق مخابره کرد. دو فروند هواپیمای رزرو از دسته پروازی جدا شده به پایگاه برگشتند، هشت فروند هواپیمای اصلی در دسته‌های الوند و شاهین در ارتفاع پایین ۱۵۰ پایی (۵۰ متر) از نقطهٔ تلاقی مرز ایران، ترکیه و عراق وارد شده، و پس از عبور از میان دره‌های عمیق در امتداد مرز شمالی عراق، به زاخو، در مرز ترکیه عراق سوریه رسیدند. ظاهراً چندین بار هواپیماها در رادارهای عراقی و ترکیه‌ای ظاهر می‌شوند اما عراقی‌ها تصور می‌کنند هواپیماها متعلق به نیروی هوایی ترکیه است که مشغول گشت زنی در طول مرزهایشان هستند. این اشتباهی بود که کنترل‌های زمینی ترکیه نیز مرتکب شدند.
پیش‌تر، در آن‌سوی مرزها، دو فروند تانکر سوخت‌رسان بوئینگ ۷۴۷–۱۳۱اف که برابر طرح در فرودگاه دمشق به‌سر می‌بردند و به ظاهر حامل دارو به مقصد ایران بودند، برنامه پروازی خود را به امضا رسانده، از برج کنترل اجازهٔ پرواز گرفتند. سرهنگ فریدون ایزدستا، از طراحان عملیات، با حضور در یکی از این تانکرها (که نقش پست فرماندهی پرنده را داشت)، شخصاً بر عملیات نظارت می‌کرد. تانکرها بعد از بلند شدن از دمشق، اوج گرفته به سمت شمال‌شرق سوریه پرواز کردند. هنوز پانزده هزار پا را رد نکرده بودند که رمز از سوی تانکر ۷۰۷ مستقر روی دریاچه ارومیه مخابره شد؛ بنابراین ضمن قطع فرستنده و گم شدن از منظر ایستگاه‌های زمینی سوریه، ارتفاع خود را کاهش دادند و با رسیدن به منطقه‌ای در نزدیکی مالکیه وارد منطقه ایستایی اول شدند. تانکرهای ۷۴۷، یکی دو دور بیشتر نزده بودند که فانتوم‌ها از راه رسیدند و برای دریافت سوخت به ترتیب به لوله بوم چسبیدند. سوخت‌گیری در مسیری از شمال به جنوب در منتهی‌الیه مرز شرقی سوریه و در ارتفاع بسیار پایین ۳۰۰ تا ۷۰۰ پا انجام گرفت، جمبوتانکرها تا نزدیک نقطه ایستایی دوم یعنی «تنف» فانتوم‌ها را همراهی کردند. در این نقطه هر هشت بمب‌افکن فانتوم اف چهار، وارد خاک عراق شدند.

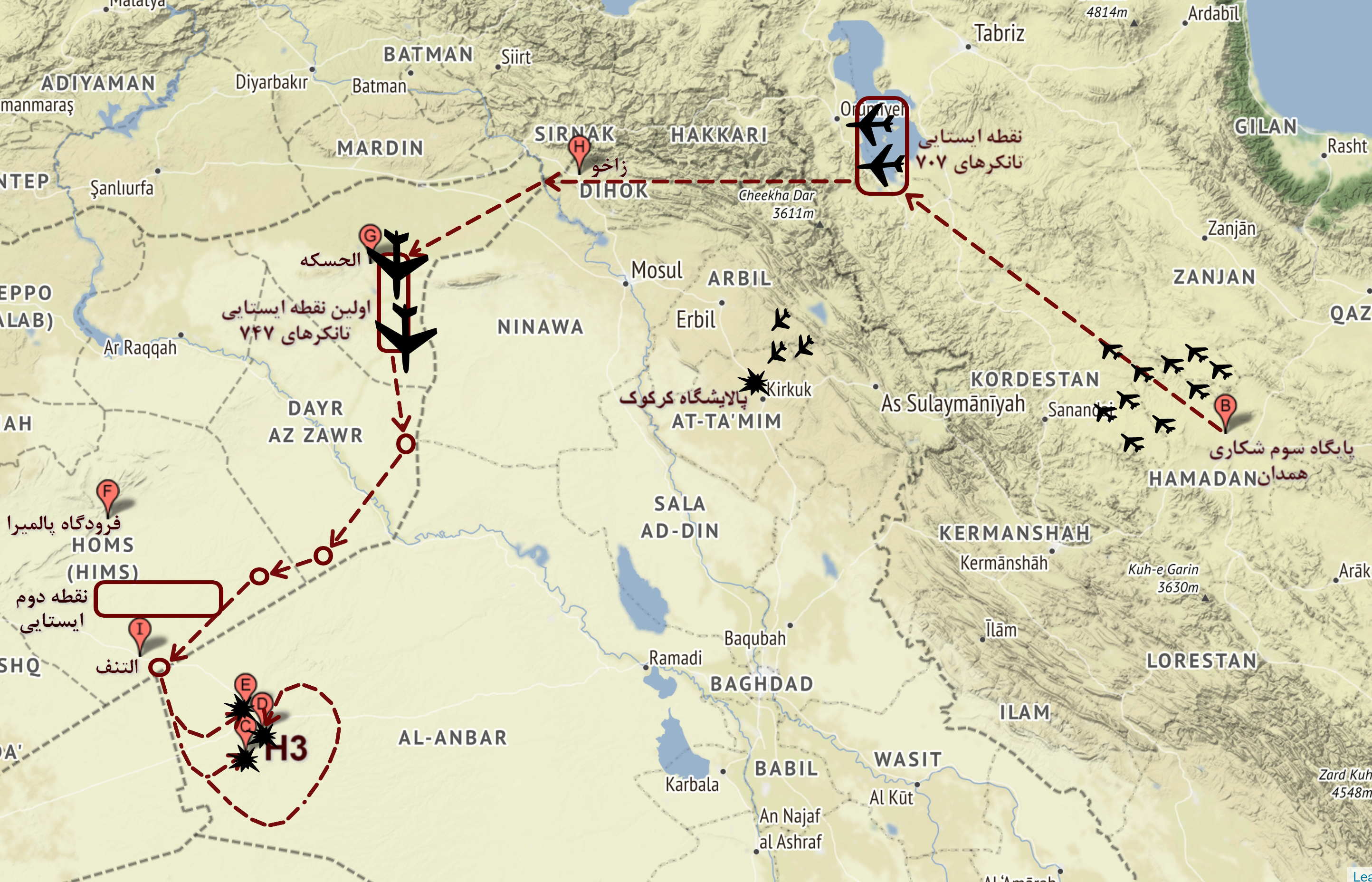
نقشه عملیات اچ-۳؛ مسیر پرواز بمب‌افکن‌های اف-۴ئی فانتوم ۲ و سایر هواپیماهای درگیر در عملیات

همزمان در پایگاه هوایی دوم شکاری تبریز بریفینگ یک دسته سه فروندی اف-۵ برای حمله به پالایشگاه کرکوک در حال انجام بود. آنها بعد از انجام مقدمات، بلافاصله به پرواز درآمده، در ارتفاع زیر صد پا و در سکوت مطلق رادیویی خود را به پالایشگاه بزرگ کرکوک رساندند. لیدری دسته بر عهده ستوان‌یکم مصطفی اردستانی بود. هواپیماهای اف-۵ با نزدیک شدن به هدف، ارتفاع خود را به نزدیک ۲۰۰ پا رسانده و به روش اسکیپ بمب‌هایشان را بر روی پالایشگاه کرکوک رها کردند. سپس با گردشی ۱۸۰ درجه‌ای به سمت مرز ایران ادامه دادند. از پالایشگاه دود غلیظی به هوا برخاسته بود و پدافند دشمن که هنوز نتوانسته بود خود را جمع و جور کند، بی هدف به هر سو تیراندازی می‌کرد. اف-۵ها در مسیر بازگشت بودند که افسر کنترل شکاری رادار اطلاع داد شکاری‌های عراقی در تعقیب آنها هستند؛ بنابراین هواپیماهای ایرانی بر سرعت خود افزودند و تحت حمایت شکاری‌های خودی وارد مرز ایران شدند و به سلامت در پایگاه به زمین نشستند. به این ترتیب، با درگیر شدن دشمن در مرزهای شرقی خود، هواپیماهای ایرانی در آن سوی مرزها توانستند با امنیت نسبی بیشتری مأموریت خود را انجام دهند.
دقایقی بعد پس از ورود هشت فانتوم ایرانی به خاک غربی عراق، آنها به دو دستهٔ ۳ فروندی و یک دسته ۲ فروندی تقسیم شده و به سمت هر سه پایگاه‌های اچ-۳ جهت بمباران ادامه مسیر دادند. پرسنل پایگاه‌ها که با توجه به دور بودنشان از مرزهای خاوری هیچ‌گاه تصور نمی‌کردند هدف هیچ نوع حمله‌ای قرار گیرند، در ابتدا به تصور این که هواپیماها خودی هستند شروع به تکان دادن دست‌هایشان کردند. دسته‌های فانتوم بر فراز پایگاه‌های سه‌گانه الولید، ارتفاعشان را جهت بمباران کمی افزایش دادند و عملیات انهدام تجهیزات را با موفقیت انجام دادند. سپس جهت انجام مرحله سوم سوخت‌گیری به داخل خاک سوریه بازگشتند. در این میان، هدایت تنها هواپیمای آسیب‌دیدهٔ عملیات (ناشی ازبرخورد ترکش بمب به بال) آن هم در شرایطی که باید کیلومترها مسیر را طی می‌کرد، کاری بسیار دشوار بود و سرگرد محمود خضرایی که مصمم به حفظ هواپیما خود بود با هدایت تانکر شماره یک به فرماندهی سرهنگ فریدون ایزدستا و خلبانی سروان کامران امیر اعتمادی، به سلامت در پایگاه متروکه فرودگاه پالمیرا در شرق سوریه فرود آمد. این هواپیما چندی بعد پس از تعمیرات، توسط سروان محمود اسکندری و ستوان‌یکم محمد جوانمردی در یک عملیات متهورانه و بی‌نظیر (از وسط خاک عراق) به ایران بازگردانده شد.
جمبو تانکر شماره یک بعد از هدایت فانتوم خضرایی مجبور شد مجدداً در فرودگاه دمشق فرود آید تا با رایزنی و هماهنگی‌های سرهنگ ایزدستا زمینه انتقال سرگرد محمود خضرایی و کابین عقب او ستوان‌یکم اصغر باقری (با هلیکوپتر) از پالمیرا به دمشق و سپس بازگشت به ایران به همراه تانکر فرماندهی، فراهم شود. تانکر شماره دو بعد از بازگشت هفت فانتوم دیگر وظیفه سوخت‌رسانی به آنها را به تنهایی بر عهده گرفت و در همان مسیر رفت این‌بار از جنوب به شمال آنها را تا سه کنج مرز سوریه، ترکیه و عراق همراهی کرد سپس در آن نقطه از هم جدا شدند تانکر ۷۴۷ از مسیر مشخص و بین‌المللی، و شکاری‌ها از شکاف کوه‌ها به سمت ایران بازگشتند. فانتوم‌ها آخرین مرحله سوخت‌گیری را بر فراز دریاچه ارومیه انجام دادند و به سلامت در پایگاه سوم شکاری همدان فرود آمدند.
مسیر طی شده توسط فانتوم‌های ایرانی برای اجرای موفقیت‌آمیز این عملیات، نزدیک به ۴۰۰۰ کیلومتر بود که با چهار ساعت و پنجاه دقیقه پرواز و چهار مرحله سوخت‌گیری ممکن شد.
این عملیات با توجه به تجهیزات بکار رفته در آن، از لحاظ فنی یکی از پیچیده‌ترین و غیرممکن‌ترین عملیات‌های هوایی جهان به شمار می‌رود. عراقی‌ها در اظهاراتی ضد و نقیض و متفاوت ابتدا عملیات را بی‌اهمیت جلوه دادند و بعدها ادعا کردند که از سوی اسرائیل صورت گرفته‌است.

## تلفات
در این حملات ایران آسیبی ندید ولی خسارات و تلفات ارتش عراق به صورت تقریبی عبارت بودند از: نابودی کامل ۴۸ فروند انواع هواگرد (شامل: میگ۲۱، میگ ۲۳، سوخو ۲۰، سوخو ۲۲، توپولف ۱۶، توپولف ۲۲ و میراژ اف۱ و بالگرد).
ضمناً بیست فروند هواپیمای دیگر به گونهٔ غیرقابل تعمیری خسارت دیدند که دو فروند از این یازده فروند بمب افکن توپولف-۱۶ بود.
در این بین دو خلبان عراقی و چهارده پرسنل دیگر عراقی، سه فرد مصری و یک افسر آلمان شرقی کشته شدند و نوزده عراقی، چهار مصری و دو اردنی به‌شدت زخمی شدند.

## خلبانان عملیات
نام خلبانان به ترتیب شماره پرواز کابین جلو / کابین عقب:
شماره ۱: سرگرد فرج‌الله براتپور (لیدر) / ستوان۱ قهرمان جوانمرد
شماره ۲: سرهنگ۲ قاسم گلچین / ستوان۱ محمدرضا آذرفر
شماره ۳: سرگرد ناصر کاظمی / ستوان۱ ابراهیم پوردان
شماره ۴: سروان غلام‌عباس رضایی خسروی / ستوان۱ محمدعلی اکبرپور سرابی
شماره ۵: سروان محمود اسکندری (ساب‌لیدر) / ستوان۱ کاوه کوهپایه عراقی
شماره ۶: سرگرد محمود خضرایی / ستوان۱ اصغر باقری
شماره ۷: سرگرد منوچهر طوسی / سروان محمدحسین نیکوکار
شماره ۸: سروان منوچهر روادگر / ستوان۱ احمد سلیمانی
رزرو اول: سروان محمد عتیقه‌چی / ستوان۱ علی کدخدایی
رزرو دوم: سروان ابراهیم فخار / ستوان۱ علی گنجی
سرهنگ لوتر یادگاری / سروان کامران امیر اعتمادی / سروان صابر عبدالرزاق
-سرگرد پرویز ورزندی

## پیوندهای وابسته
- پایگاه هوایی اچ-۳ (عراق)
- فیلم حمله به اچ ۳